# Clase Serviola
La clase Serviola es una serie de cuatro buques patrulleros de altura, también llamados patrulleros oceánicos, perteneciente a la Armada Española.

## Diseño
Los patrulleros de la clase Serviola son una versión modernizada de la clase Halcón de la propia Empresa Nacional Bazán, de la que se vendieron a principios de la década de 1980 cinco unidades a la Prefectura Naval Argentina, construidas por Bazán-Ferrol, y otras seis a la Armada de México. Estas, fabricadas en este caso por Bazán-San Fernando, y denominadas por su comprador clase Uribe, fueron seguidas por una serie de cuatro de una versión desarrollada y construida localmente designada clase Holzinger y otra serie de cuatro de un desarrollo ulterior conocido como clase Sierra.
Los requisitos de diseño de la Armada Española fueron que pudieran operar en alta mar durante largos periodos y con mar gruesa, sin que esto supusiera una pérdida de sus capacidades operativas. 
Disponen de cubierta de vuelo con capacidad para helicópteros medios, aunque sin hangar para poder realizarles el mantenimiento; así como de un pequeño hospital para seis plazas y de dos lanchas semirrígidas (o RHIB, sigla en inglés de rigid-hulled inflatable boat, 'embarcación inflable de casco rígido').
Al igual que había sucedido previamente con los de la clase Anaga, para ahorrar costes se utilizaron para armarlos viejos cañones Mk.22 de 76,2 mm desmontados de buques de procedencia estadounidense dados de baja por la Armada, cuyo valor militar es muy reducido, en lugar de optarse por los muy superiores Oto Melara del mismo calibre que fabricaba bajo licencia la propia Bazán. Además, al igual que aquellos, tampoco disponen de una dirección de tiro avanzada, resultando en consecuencia su potencia de fuego casi testimonial. 
En 2019 se firmó la instalación de 34 torres Guardian 2.0 de empleo remoto fabricados por la empresa Escribano y la preinstalación de otras 8 torres en distintos buques de la Armada, entre ellos los clase Serviola recibirían dos de estas estaciones cada buque. para sustituir a las ametralladoras Browning M2 de 12,7 mm.
En enero de 2021 la armada española decidió destinar 4,6 millones de euros para adquirir cuatro torres remotas fabricadas por Escribano modelo Sentinel 30 dotadas con cañones Mk 44 Bushmaster II fabricados por Orbital ATK de 30 mm  para sustituir los obsoletos cañones navales Mk22 de 76,2 mm.
Todas estas nuevas RWS (Remote Weapon Station) están equipadas con un avanzado sistema de control de fuego, dotado con sensores optrónicos (cámara térmica refrigerada y cámara diurna CCD de alta definición) que permiten tanto tareas de observación como de detección-seguimiento de objetivos. También dispone de telémetro láser, calculador balístico automático y simulador de entrenamiento embebido; y es capaz de realizar detección y seguimiento automático de objetivos.

## Historial
La construcción del cabeza de la clase comenzó en el astillero de Bazán en Ferrol en diciembre de 1989 y fue entregado a la Armada en marzo de 1991. Entre el inicio de la construcción y la entrega del último buque pasaron solo dos años y medio.
Estos buques se hicieron especialmente conocidos durante la llamada Guerra del fletán, en la que fueron enviados a proteger a los pesqueros españoles y portugueses de los abordajes de la Armada Canadiense. También son conocidos por su apoyo a las fuerzas de seguridad del Estado en el tráfico ilegal, así como de apoyo a embarcaciones en peligro.
El 26 de mayo de 2013, el Serviola, junto al patrullero de altura Infanta Elena, interceptó al buque caza tesoros Endeavour con bandera de Togo frente a las costas de Málaga, que como supuesto buque de investigación oceanográfica, realizaba tareas relacionadas con el patrimonio arqueológico en aguas españolas del Mar del Alborán. Tras comprobar sus actividades, se le ordenó abandonar la zona, y fue escoltado hasta Algeciras, donde quedó bajo control de la Guardia Civil.
El 19 de febrero de 2014, el Vigía interrumpió unos ejercicios de la Royal Navy en aguas disputadas en torno al peñón de Gibraltar, lo que originó una protesta diplomática británica.
El 23 de julio de 2015 el Serviola intervino 1500 kg de hachís a 21 nmi de la costa de Algeciras.
El 19 de septiembre, el Centinela partió desde su base en Ferrol con rumbo al golfo de Guinea en apoyo a varias marinas de la zona durante un periodo de tres meses para colaborar con ellas en materias de seguridad, lucha contra el terrorismo, tráficos ilícitos, inmigración ilegal y piratería. Durante dicho despliegue auxilió a un marinero español embarcado el buque  pesquero Borom Darajdi de bandera senegalesa, que había sufrido la amputación parcial de un dedo.
En octubre de 2015 el Reino Unido elevó una protesta ante el gobierno español, por la entrada del Serviola en las aguas que son consideradas como propias por Gibraltar.
En junio de 2018 el Vigia realizó tareas de escolta y coordinación con los buques MV Aquarius,  Dattilo (CP 940) y  Orione (P 410) en el traslado de los 629 rescatados por el Aquarius a Valencia
En febrero de 2021, el Serviola participó en una operación frente a las costas de Lugo en la que se interceptó un barco que transportaba 2000 kg de cocaína a bordo.
Con una antigüedad cercana a los 30 años, está prevista su sustitución por BAM en la próxima década.

## Componentes
Alemania -  Bélgica -  España -  Estados Unidos -  Italia

### Estructura
| Sistema | País              | Fabricante | Notas |
| ------- | ----------------- | ---------- | ----- |
| Casco   | Bandera de España | Bazán      |       |

### Electrónica
| Sistema                      | País              | Fabricante         | Notas                          |
| ---------------------------- | ----------------- | ------------------ | ------------------------------ |
| Radar de navegación/aéreo    | Bandera de Italia | Consilium Selesmar | 1 unidad del modelo RTM 30 SIM |
| Radar de navegación          | Bandera de Italia | Consilium Selesmar | 1 unidad del modelo RTM 25 XIM |
| Sistema de combate optrónico | Bandera de España | FABA Sistemas      | Dirección de tiro ALCOR        |

### Armamento
| Sistema                             | País                                                                      | Fabricante                                         | Notas                                                                     |
| ----------------------------------- | ------------------------------------------------------------------------- | -------------------------------------------------- | ------------------------------------------------------------------------- |
| Cañón automático (opción)           | Bandera de España · Bandera de Estados Unidos · Bandera de Estados Unidos | Escribano M&E Alliant Techsystems Northrop Grumman | 1 montaje RWS Escribano Sentinel con 1 unidad Mk44 Bushmaster II de 30 mm |
| Cañón (opción)                      | Bandera de Estados Unidos                                                 | FMC Corporation                                    | 1 unidad del modelo 3"/50 Mk22                                            |
| Ametralladoras automáticas (opción) | Bandera de España · Bandera de Estados Unidos                             | Escribano M&E Browning Arms Company                | 1 montaje RWS Escribano Guardian con 2 unidades M2 de 12,7 mm             |
| Ametralladoras medianas (opción)    | Bandera de Estados Unidos                                                 | Browning Arms Company                              | 2 unidades M2 de 12,7 mm                                                  |
| Ametralladoras ligeras (opción)     | Bandera de Alemania                                                       | Mauser                                             | 1 unidad del modelo MG-42 de 7,62 mm                                      |
| Ametralladoras ligeras (opción)     | Bandera de Bélgica                                                        | FN Herstal                                         | 1 unidad del modelo Minimi de 7,62 mm                                     |

### Propulsión
| Sistema | País                                    | Fabricante | Notas                        |
| ------- | --------------------------------------- | ---------- | ---------------------------- |
| Motor   | Bandera de Alemania · Bandera de España | MTU Bazán  | 2 unidades del modelo 16V956 |

## Unidades
| Identificativo | Nombre    | Fecha botadura | Fecha entrada en servicio | Fecha retirada | Indicativo de llamada | Imagen |
| -------------- | --------- | -------------- | ------------------------- | -------------- | --------------------- | ------ |
| P-71           | Serviola  | 10-05-1990     | 22-03-1991                | En servicio    |                       |        |
| P-72           | Centinela | 30-10-1990     | 24-09-1991                | En servicio    |                       |        |
| P-73           | Vigía     | 14-04-1991     | 24-03-1992                | En servicio    |                       |        |
| P-74           | Atalaya   | 22-11-1991     | 29-06-1992                | En servicio    |                       |        |